# Сен Габријел (Квебек)
Сен Габријел (фр. Saint-Gabriel) је град у Канади у покрајини Квебек. Према резултатима пописа 2011. у граду је живело 2.844 становника.

## Становништво
Према резултатима пописа становништва из 2011. у граду је живело 2.844 становника, што је за 0,6% више у односу на попис из 2006. када је регистровано 2.828 житеља.
| 2006. | 2011. |
| ----- | ----- |
| 2.828 | 2.844 |